# El Salze
El Salze (oficialment El Salse) és una pedania de Beneixama (Alt Vinalopó). Es tracta d'un llogaret bonic i petit, que es pot visitar tot ben ràpidament. El seu monument més important és l'ermita de sant Vicent Ferrer, patró del Salze. Si teniu la sort de trobar-la oberta, no perdeu l'ocasió de visitar-la. Conté frescos de les acaballes del segle xix de relatiu interès. Ha estat restaurada ara fa pocs anys.
Antigament hi disposava d'escola, botigues i carnisseria. Fins i tot, durant prop de seixanta anys s'hi va produir ceràmica i terrissa marró vidriada d'ús domèstic (cassoles, perols, olles, etc.) cuita en forn de tipus islàmic.
Actualment és més un lloc de segona residència. Té alcaldesa pedània. Com a curiositat, cal esmentar que es tracta de l'únic lloc dels territoris de parla catalana que rep aquest nom. Si voleu saber més coses del seu origen etimològic, podeu consultar el "Diccionari Etimològic i Complementari de la Llengua Catalana", de Joan Coromines.
Sol aparèixer mal escrit com a "el salse", amb una grafia gens respectuosa amb el nom correcte, fruit de la castellanització. Tanmateix, tant a Beneixama com a la comarca, es pronuncia, correctament, amb la "s" sonora que, apareix grafiada amb una "z", per raons ortogràfiques.